# Buca Arena
Buca Arena – stadion piłkarski w Izmirze, w Turcji. 

## Historia
Został otwarty 18 stycznia 2009 roku. Może pomieścić 8810 widzów. Swoje spotkania rozgrywają na nim piłkarze klubu Bucaspor.
Pierwszy mecz na nowym stadionie Bursasporu miał miejsce 18 stycznia 2009 roku (na inaugurację gospodarze pokonali w spotkaniu ligowym Çorumspor 1:0). Początkowo pojemność stadionu wynosiła 6231 widzów. Po awansie Bursasporu do Süper Lig w 2010 roku trybuny rozbudowano do pojemności 8810 widzów.